# Belgica albipes
Belgica albipes es una especie de mosquito no volador descrita por primera vez por Eugène Séguy en 1965. Belgica albipes es parte del género Belgica y la familia Chironomidae.
El insecto vive en las islas Crozet del archipiélago subantártico. Ninguna subespecie se enumera en el Catalogue of Life.